# Château des Champs (Guipry)
Le château des Champs est un édifice de la commune de Guipry-Messac, dans le département d’Ille-et-Vilaine en région Bretagne. 

## Localisation
Il se trouve au sud-ouest du département et au Nord -ouest du bourg de Guipry et au sud-est du bourg de Lohéac, au lieudit les Champs.

## Historique
Le château date de 1615. 
Au XIXe siècle, il est la propriété de la famille LE CHAUFF. Charlotte Apolline Le Chauff, veuve de Marie Joseph Anne Piedevache de la Bourdelais, y décède le 2 juillet 1875. 
Il est inscrit au titre des monuments historiques depuis le 6 mai 1966,.

## Architecture

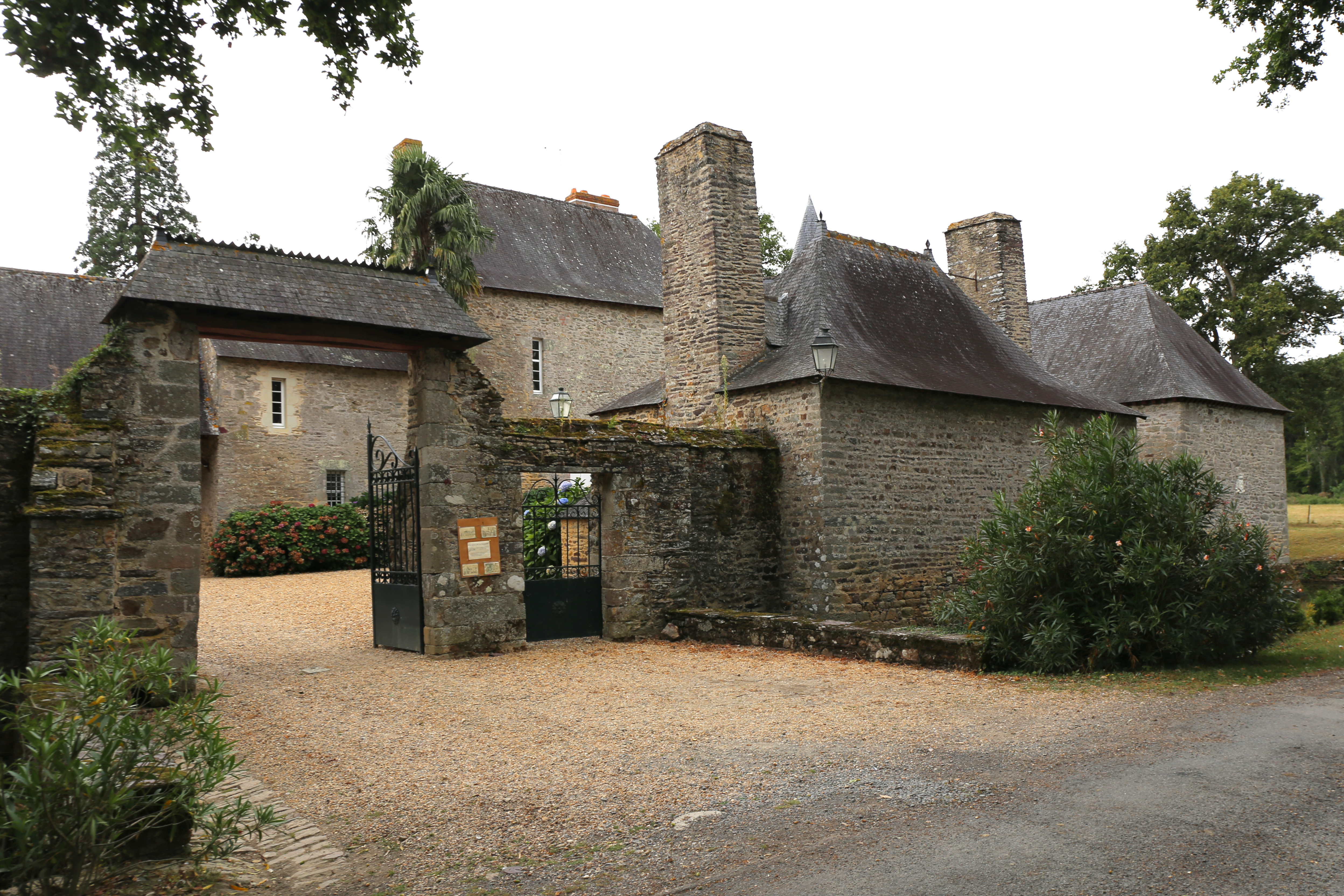
Entrée du château
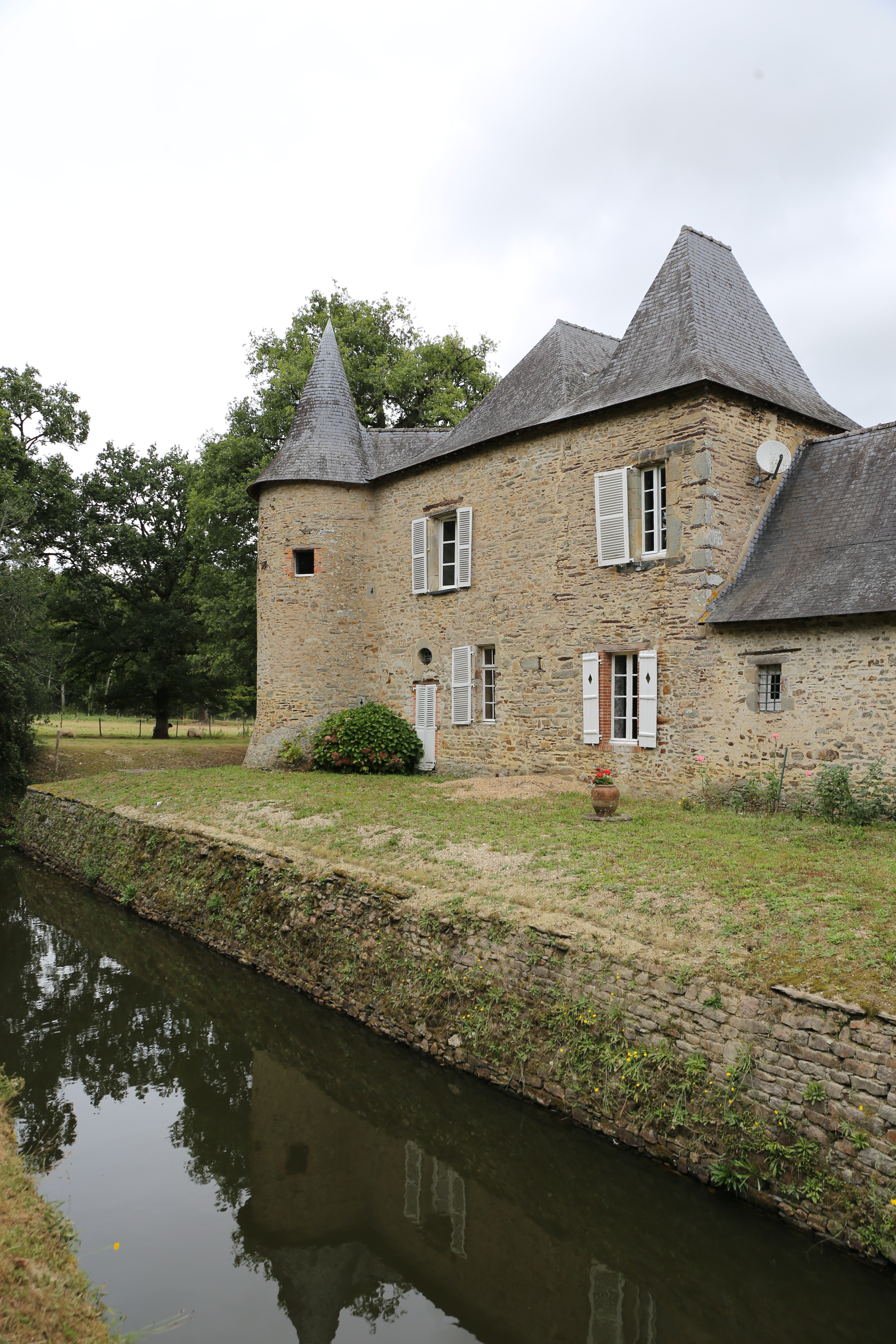
La façade sud-ouest et les douves
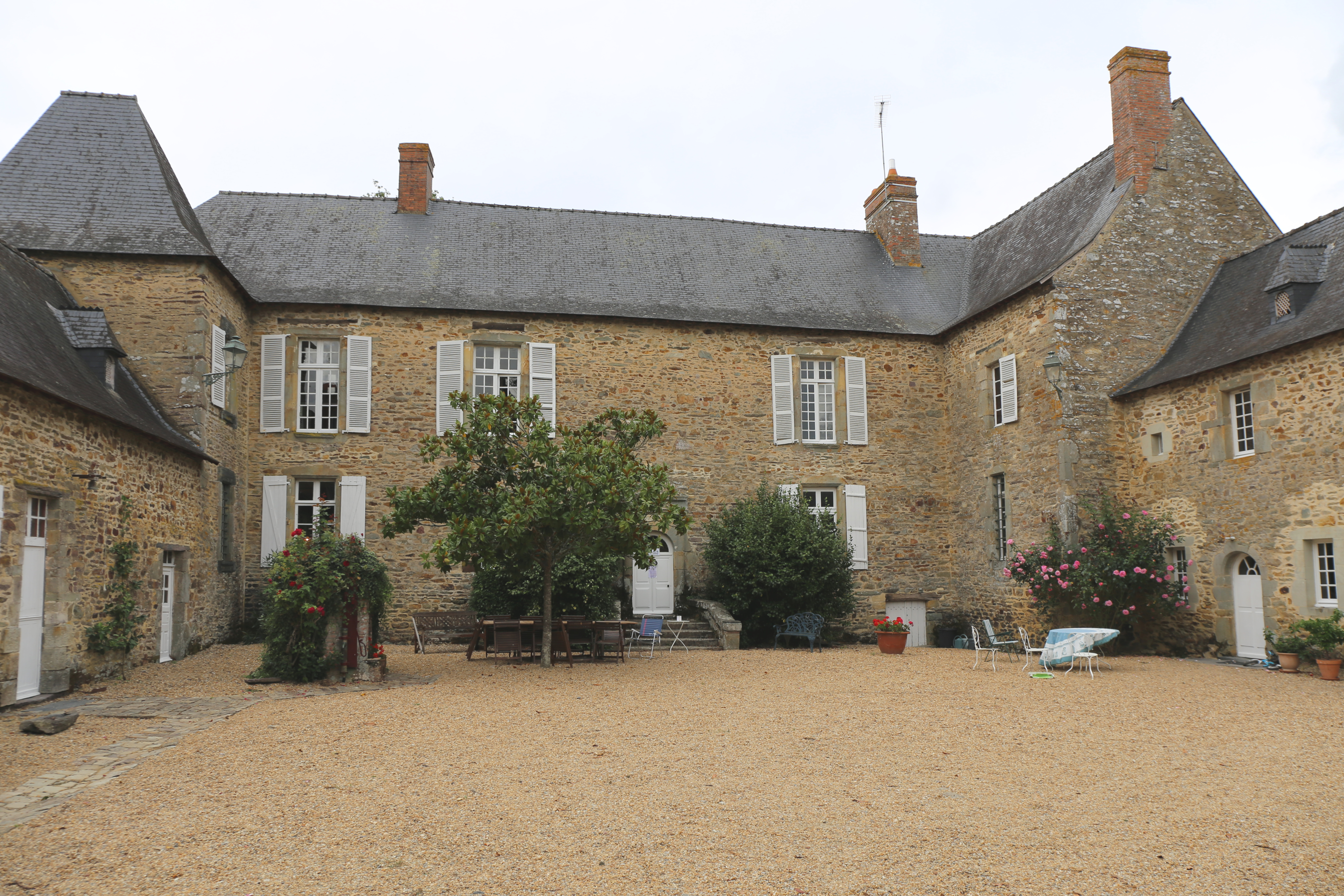
La cour d'honneur
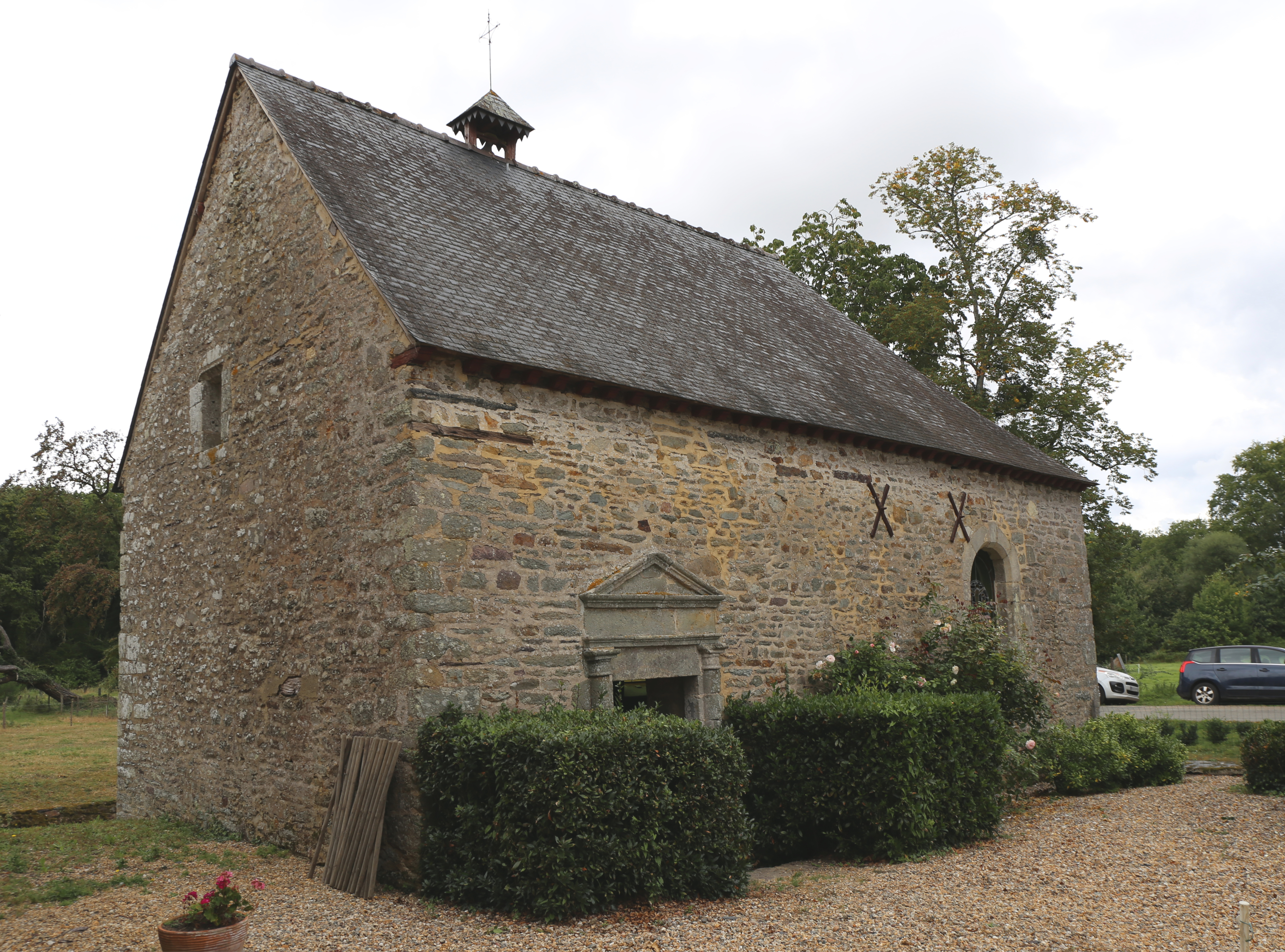
La chapelle
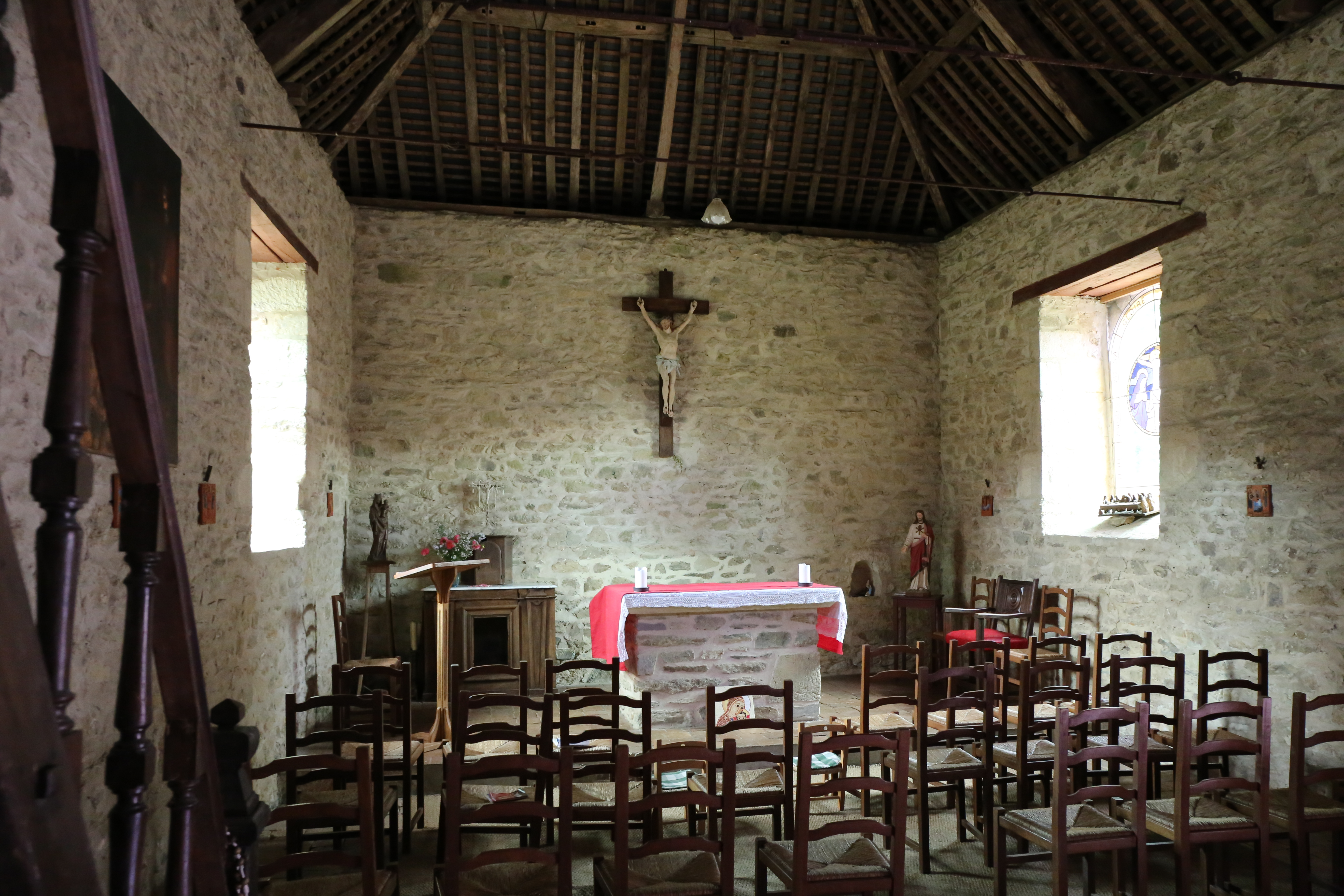
Intérieur de la chapelle
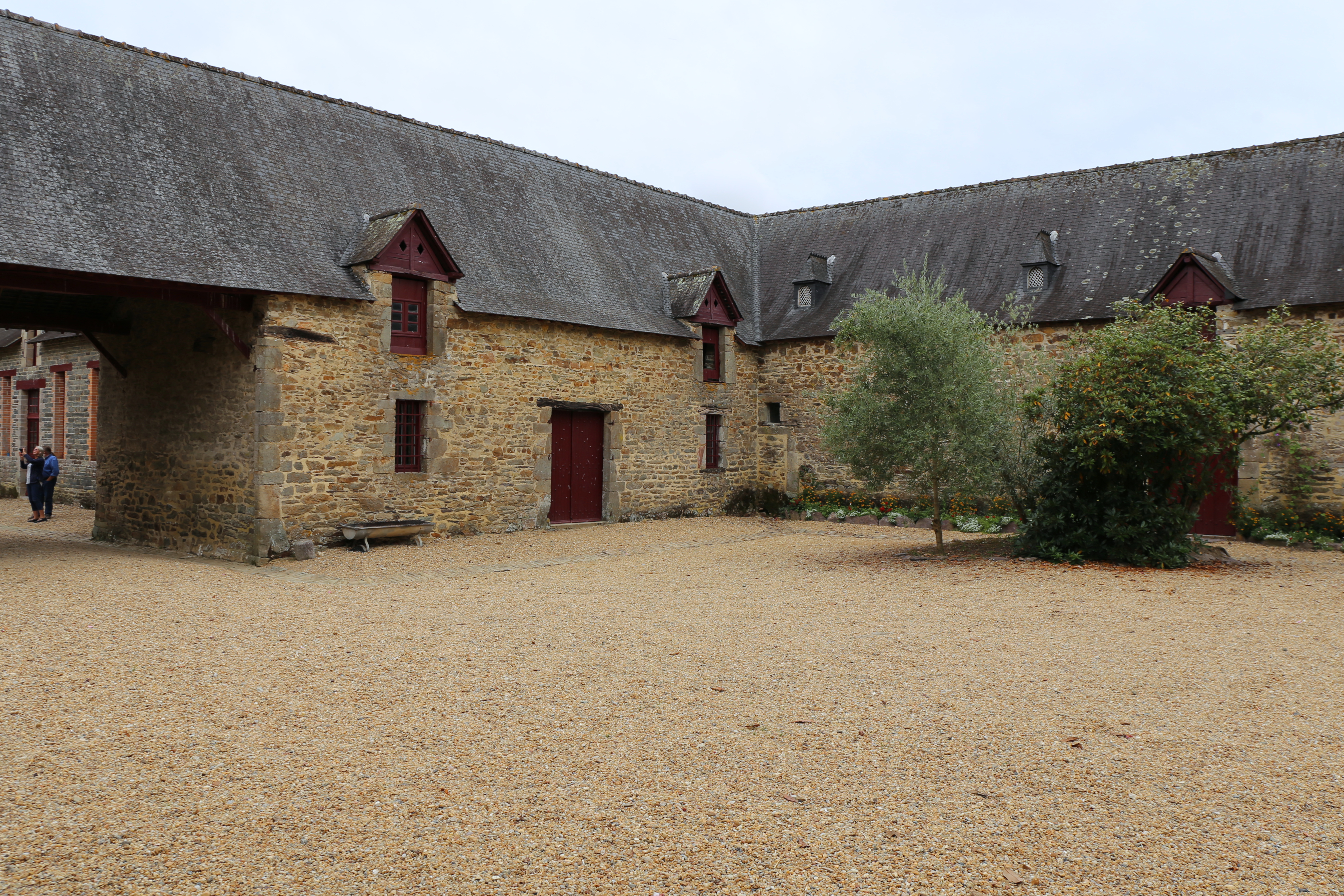
Les dépendances sur la cour d'honneur